# Richard Blaas
Richard Blaas (* 20. April 1913 in Dorf Tirol; † 17. November 2004) war ein österreichischer Historiker, Archivar und Generaldirektor des Österreichischen Staatsarchivs.

## Leben
Nach seinen Gymnasialstudien in Meran und am Johanneum in Dorf Tirol trat er in den Jesuitenorden ein, den er bereits 1942 wieder verließ. Blaas begann ab 1941 an der Universität Wien das Studium der Geschichte, Germanistik und Anglistik. Durch den Krieg musste er das Studium unterbrechen und geriet 1943 in britische Kriegsgefangenschaft, aus der er 1946 entlassen wurde. Im selben Jahr beendete er sein Studium und wurde mit einer Arbeit über Untersuchungen zu Thomas Ebendorfers Liber pontificum zum Dr. phil. promoviert. Von 1946 bis 1948 belegte er den Ausbildungsjahrgang des Instituts für Österreichische Geschichtsforschung. 1948 trat er seinen Dienst im Haus-, Hof- und Staatsarchiv an, welchem er zwischen 1957 und 1976 als Direktor vorstand. Er folgte im Jahr 1976 Walter Goldinger als Generaldirektor des Österreichischen Staatsarchivs nach und blieb dies bis 1978.
Zwischen 1969 und 1977 war Blaas Gründungspräsident des Verbands Österreichischer Archivarinnen und Archivare, seit 1973 hatte er eine Honorarprofessur für Archivkunde und österreichische und italienische Geschichte der Neuzeit an der Universität Salzburg inne.
Blaas war Mitglied der Kommission für Neuere Geschichte Österreichs. Er wurde am Heiligenstädter Friedhof in Wien bestattet.
Schwerpunkt seiner Arbeiten war die italienisch-österreichische Geschichte des 19. Jahrhunderts. Sein Nachlass befindet sich im Österreichischen Staatsarchiv.

## Werke (Auswahl)
- Die Regesten Kaiser Heinrichs III. 1039–1056. Wien 1948.
- Ein Tiroler Teilbuch aus dem Jahre 1340 (= Tirolische Amtsbücher und Kanzleiregister. Band 1). Universitätsverlag Wagner, Innsbruck 1952.

## Belege
1. 1 2  Richard Blaas in der Verstorbenensuche bei friedhoefewien.at.

| Personendaten    | Personendaten                            |
| ---------------- | ---------------------------------------- |
| NAME             | Blaas, Richard                           |
| KURZBESCHREIBUNG | österreichischer Historiker und Archivar |
| GEBURTSDATUM     | 20. April 1913                           |
| GEBURTSORT       | Tirol (Südtirol)                         |
| STERBEDATUM      | 17. November 2004                        |